# هان گرو
هان گرو (به انگلیسی: Han Groo) (زاده ۲۹ می ۱۹۹۲) خواننده، بازیگر اهل کره جنوبی است.